# Stanley Mouse
Stanley Mouse, pseudonimo di Stanley George Miller (10 ottobre 1940), è un artista statunitense grafico nel campo della progettazione e della realizzazione di poster psichedelici negli anni sessanta.

## Biografia
Nato a Fresno, California Miller è cresciuto a Detroit, Michigan. Gli fu attribuito il soprannome "Mouse" al nono anno di scuola. Venne espulso dalla Mackenzie High School (Michigan) nel 1956 per graffiti offensivi sulla facciata di 'The Box', un popolare ristorante sulla strada del Mackenzie. L'anno seguente si iscrisse alla vicina Cooley High School per poi terminare il suo percorso di studi alla Detroit's Society of Arts and Crafts.
Tra le immagini create, il celebre scheletro con la rosa simbolo dei Grateful Dead.

## Pubblicazioni
- Stanley Mouse e Alton Kelley, Freehand: The Art of Stanley Mouse, Snow Lion Graphics/SLG Books, 1992, ISBN 0-943389-12-7.
- Stanley Mouse e Blair Jackson, California Dreams: The Art Of Stanley Mouse, Soft Skull Press, 2015, ISBN 978-1-59376-546-0.